# Epidendrum antillanum
Epidendrum antillanum är en orkidéart som beskrevs av James David Ackerman och Eric Hágsater. Epidendrum antillanum ingår i släktet Epidendrum och familjen orkidéer. Inga underarter finns listade i Catalogue of Life.